# Козіміни-Стахово
Козіміни-Стахово (пол. Koziminy-Stachowo) — село в Польщі, у гміні Плонськ Плонського повіту Мазовецького воєводства.
Населення — 126 осіб (2011).
У 1975-1998 роках село належало до Цехановського воєводства.

## Демографія
Демографічна структура станом на 31 березня 2011 року:
|          | Загалом | Допрацездатний вік | Працездатний вік | Постпрацездатний вік |
| -------- | ------- | ------------------ | ---------------- | -------------------- |
| Чоловіки | 58      | 17                 | 34               | 7                    |
| Жінки    | 68      | 13                 | 35               | 20                   |
| Разом    | 126     | 30                 | 69               | 27                   |